# Benediktinerinnen Unserer Lieben Frau vom Kalvarienberg
Die Benediktinerinnen Unserer Lieben Frau vom Kalvarienberg (französisch: Bénédictines de Notre-Dame du Calvaire) sind seit 1617 eine Kongregation französischer Benediktinerinnen. Sie ist nicht zu verwechseln mit der 1833 von Pierre Bonhomme in Gramat gegründeten Kongregation der Schwestern Unserer Lieben Frau vom Kalvarienberg von Gramat (lateinisch: Congregatio Sororum Dominae Nostrae a Calvario) und auch nicht mit den 1842 von Jeanne Garnier in Lyon gegründeten Dames du Calvaire.

## Geschichte
Als Antoinette von Orléans-Longueville (1572–1618) nach neun Jahren Ehe mit Charles de Gondi (1569–1596), Bruder von Henri de Gondi, Witwe wurde, trat sie in das Reformkloster der Feuillanten, Sainte Scolastique, in Toulouse ein. Da sie königlichen Geblüts war und das gewählte Kloster für unangemessen gehalten wurde, musste sie auf Druck der Familie und des Papstes das zisterziensische Kloster verlassen und als Koadjutorin in die Abtei Fontevrault eintreten, wo sich ihr Reformeifer nicht durchsetzen konnte. So wich sie zunächst in das zur Abtei gehörige Priorat Lencloître (westlich Châtellerault) aus, trat schließlich mit 24 Nonnen aus dem Orden von Fontevrault aus und gründete 1617 (kurz vor ihrem Tod) mit Unterstützung des Kapuzinerpaters Joseph du Tremblay in Poitiers das Frauenkloster Notre-Dame du Calvaire und die gleichnamige Kongregation. Der Orden überzog vor allem Nordwestfrankreich mit mehr als einem Dutzend Gründungen, von denen heute noch drei in Frankreich und eines in Israel bestehen. Seit 1987 ist die Kongregation der Männerkongregation von Subiaco und Montecassino angeschlossen.

### Gründungen (alphabetisch)
- Angers (1619–1792, seit 1821)
- Bouzy-la-Forêt (seit 1999)
- Chinon (1626–1792)
- Jerusalem (seit 1897)
- Kerbénéat (1977–2002)
- Lacapelle-Marival (1620–1970)
- Landerneau (1634–1792, 1813–1977) 1905–1919 Teil des Konvents in Belgien, 1977–2002 Kerbénéat, dann Aufteilung auf Jerusalem und Prailles
- Loudun (1624–1792) jansenistisch bis 1785
- Machecoul (1674–1792, 1828–1958)
- Mayenne (1624–1792)
- Morlaix (1625–1792)
- Nantes (1623–1792)
- Orléans (1638–1792, jansenistisch bis 1780, 1806–1956), dann Saint-Jean-de-Bray, ab 1999 Bouzy-la Forêt
- Paris I. La Compassion. Petit Luxembourg. Faubourg Saint-Germain (1620–1792, 1817–)
- Paris II. La Crucifixion. Le Marais (1634–1790) heute noch : Metrostation « Filles du Calvaire »
- Poitiers (1617–1792, 1824–1962), dann Saint-Julien-l’Ars, ab 1991 Prailles (Notre-Dame-de-l'Annonciation)
- Poitiers. La Trinité (1634–1792)
- Prailles (seit 1991)
- Quimper (1634–1792)
- Redon (1641–1792)
- Rennes. Cucé (1631–1792)
- Rennes. Saint-Cyr (1659–1792)
- Saint-Brieux (1625–1792)
- Saint-Jean-de-Bray (1956–1999)
- Saint-Julien-l’Ars (1962–1991)
- Saint-Malo (1639–1792)
- Tours (1636–1792, bis zuletzt jansenistisch)
- Vendôme (1625–1792, jansenistisch bis 1783, 1815–1956, dann Saint-Jean-de-Bray, ab 1999 Bouzy-la Forêt)

### Jansenismus in der Kongregation
1722 wurde die jansenistische Generaloberin Françoise de Coëtquen (1676–1745) gewählt. Sie wurde 1739 vom König in die Abtei Jarcy (heute Varennes-Jarcy) verbannt (wo sie auch starb). Danach hielten noch sieben Klöster ihren Jansenismus aufrecht: Paris I, Paris II, Orléans, Tours, Loudun, Vendôme und Rennes Saint-Cyr. Nachdem 1741 Renée Jeanne de St Joseph gewählt worden war, blieben noch vier Klöster jansenistisch: Loudun, Vendôme, Tours und Orléans. 1780 gelang Generaloberin Françoise Agathe de St Placide de Coudray die Rückgewinnung von Orléans, 1783 von Vendôme und 1785 von Loudun. Tours blieb bis zu seiner Auflösung 1792 jansenistisch.

### Märtyrerin in der Kongregation
Rosalie du Verdier de la Sorinière, Ordensname Céleste (* 12. August 1745 in Chemillé ; † 27. Januar 1794 in Angers) trat 1763 in das Kloster Angers ein, war ab 1780 im Kloster Orléans und begab sich nach dessen Auflösung 1792 zu ihrer Schwägerin Maria de la Dive und deren beiden Töchtern. Alle wurden im Januar 1794 in Le Lorgeron festgenommen und guillotiniert. Sie gehören zu den 1984 seliggesprochenen Märtyrern von Angers.